# Loxostege rhabdalis
Loxostege rhabdalis là một loài bướm đêm trong họ Crambidae.